# Интегрисана кола серије 4000
Интегрисана кола 4000 је породица индустријских стандардних интегрисаних кола (IC) koja implementiraju различите логичке функције користећи CMOS енгл. Complementary Metal–Oxide–Semiconductor технологију, која је и дан данас у употреби. Уведени су од стране RCA као CD4000 COS/MOS серије, 1968. године, као мању снагу и вишеструку алтернативу за серију 7400 ТТЛ чипова. Скоро сви произвођачи IC (интегрисаних кола) су активни током ере стварања чипова из ове серије. RCA понекад оглашавају линију као ЦОСМОС (енгл. COSMOS), што значи Технологија комплементарног метал-оксид-полупроводника (енгл. COmplementary Symmetry Metal-Oxide Semiconductor). Именовање система је пратио RCA конвенцију ЦА за аналогне, ЦД за дигиталне, али се не односе на Тексас инструментс SN 7400 серијске шеме.
Делови 4000 серије имају предност у потрошњи енергије, шири опсег напајања (3V до 15V), и простији дизајн кола због знатно повећаног “fanout”. Међутим њихова спора брзина (иницијално операција око 1MHz, у поређењу са биполарним TTL od 10 M Hz) лимитира њихову, на стајање или спор дизајн. Нова технологија производње је у великој мери превазишла проблем у брзини, док одржава уназад компатибилност са дазајном већине кола. Иако сви полупроводници могу бити оштећени електричним пражњењем, висока импеданса CMOS улаза омогућава да су осетљивији него што је Биполарни транзистор, TTL, уређаји. Коначно, предност CMOS (посебно касније серије као 74HC) побеђује старији TTL чип, али у исто време све више LSI технологије побеђује приступ дизајну модуларног чипа. Интегрисана кола серије 4000 су још увек широко доступна, али су можда мање важни него што је то било пре две деценије.
Серија је проширена крајем 1970-их и 1980-их година да укључи нове врсте које реализују нове функције, или су биле боље верзије постојећих чипова у серији 4000. Већина ових новијих чипова су добили 45xx и 45xxx ознаке, али се обично и даље сматрају, од стране, инжењера као део серије 4000.
Током 1990-их, неки произвођачи (нпр. Тексас инструментс) усвојили су интегрисана кола серије 4000 у њиховој новој ХЦМОС (енгл. HCMOS) технологији са уређајима као што су 74ХЦТ4060 пружајући еквивалентну функционалност до 4060 IC (интергисано коло), али са већом брзином.
Интегрисана кола серије 4000 су се користила у свемирским сателитима више деценија.

## Разматрање дизајна
Оригинална 4000 серија је била доступна у било учитаном (енгл. buffered) или неучитаном (енгл. unbuffered) улазу и излазу. Учитани излази могу да проведу или потроше више струје него неучитани излази, елиминишући потребу за дискретним прекидачким транзисторима у неким дизајновима.
Бафероване (енгл. buffered) верзије имају и брже пребацивање излаза, као време сигнала пораста учитаног излаза је брже од једног неучитаног уређаја. Међутим, укупно кашњење преко учитане верзије је веће због додатних кола . Баферовани (учитани) уређаји подложнији излазним осцилацијама са споро мењајућим улазима. Дизајнери морају да процене избор учитаних или неучитаних делова према природи кола у којима су уређаји који се користе. Додатне улазне и излазне капије на учитаним деловима, такође их чине минимално подложним оштећењима од стране електростатичког пражњења.
Иако је првобитна ознака за неучитане и учитане делове била додатак 'А' или 'Б', суфикс на део кода (нпр. : неучитано=4000А , 4000Б = учитано) , неки произвођачи (нпр.: Текас Инструментс) су касније то променили, киристећи УБ (неучитано енгл. unbuffered(B )) и Б (учитаноенгл. buffered(B) ) суфиксе (нпр.: 4000УБ и 4000Б ).
Дијаграм доле показује разлике у архитектури између једноставно учитане и неучитане CMOS НИ логичке капије. Имајте на уму да је логичка капија у средишту учитаног дела у ствари НИ капија, али укупна функција комплетног кола је НИ капија због логичких инверзија која обавља бафер. (Негирао НАНД са негираним улазом постаје НИ као што је дефинисано у Де Моргановим законима у Буловој алгебри.) Стезање диода на улазу су да понуде неку заштиту од електростатичког пражњења.
4000 серија дозвољава да се користи "cookbook" дизајн, где могу стандардна елемента кола бити креирана, дељена и конектована са мало других колима, ако их има, али не баш лако. Ово значајно убрзава дизајн новог хардвера поновним коришћењем стандардног приступа. Насупрот, TTL кола, а слично модуларни, често захтевају много опрезнији интерфејс, јер лимитирани fanout (и fan-in) захтев учитавања сваког излаза мора да буде пажљиво размотрено. (неке касније TTL фамилије, као 74LS редукују овај проблем са fanout од 20). Такође је много лакше да се прототип дизајна коришћењем LSI 4000 серије и да су резултати поновљиви и преносиви када идемо ка више интегрисаном дизајну.
Неку бригу треба узети при дизајнирању кола која користе CMOS чипове. Многи делови нуде више логичких капија у једном пакету, а уобичајено је да не требају све. Инжињер који заборави да " tie off" (повезати неискоришчене кајије улаза са VSS или VDD) може пронаћи на чип троши превише струје. Пробелем је узрокован претходно одређеном волтажом ("biasing") на свакој капији. Са улазима који нису повезани, капија може бити пристрасна моду где излази делимично проводе; ово оставља излазни бафер да црпи много струје, јер није у потпуности укључен или искључен, стварајућу нискоотпоран пут измећу шина за напајање.

## Пример заједничке 4000 серије чипова
- 4000 – Дупла тро-улазна НИЛИ капија и инвертор
- 4001 – Четири дбо-улазна НИЛИ капија
- 4002 – Дупла четворо улазна НИЛИ капија ИЛИ капија
- 4008 - 4-bitni потпуни сабирач
- 4010 – хекссадецимални не-инвертовани бафер
- 4011 – Четири двоулазне НИ капије
- 4017 – декадни бројач / Johnson бројач
- 4511 - BCD за 7-сегментни LED драјвер

## Значајни делови
Неколико делова је видљиво у 4000 серији због нивоа интеграције у односу на друге чипове. Овај списак је непотпун намерно и има за циљ да обезбеди узорак од занимљивијих делова у серији. Уређаји корисни за пребацивање аналогних сигнала (као што су 4066 и 4051 до 4053) и даље уживају популарност у неким аудио дизајнима (иако не-4000 серију чипова, често са мање дисторзије, сада су доступне).

### 4017 декадни бројач
IC 4017 је 16-пински CMOS декадни бројач из 4000 серије. Он користи тактове из такта улаза, и чини да један од десет излаза долазе у секвенци сваки пут када дође и такт.
Излазни пин
| Број пина | Име       | Сврха |
| --------- | --------- | --- |
| 1         | 6         | 6. узастопни излаз |
| 2         | 2         | 2. узастопни излаз |
| 3         | 1         | 1. узастопни излаз |
| 4         | 3         | 3. узастопни излаз |
| 5         | 7         | 7. узастопни излаз |
| 6         | 8         | 8. узастопни излаз |
| 7         | 4         | 4. узастопни излаз |
| 8         | 0 V, VDD  | Веза са 0 V шину |
| 9         | 9         | 9. узастопни излаз |
| 10        | 5         | 5. узастопни излаз |
| 11        | 10        | 41. узастопни излаз |
| 12        | CO        | енгл. Carry out output- излази на високе тачке од 0 до 4, излази ниско на тачкама 5 до 9 (тако транзиција од ниског до високог јавља када се броји од 9 назад на 0) |
| 13        | LE        | енгл. Latch enable - резе на струјном излазу када је висока (тј. када је ЛЕ ниска тада чип броји)                                                                |
| 14        | CLK       | енгл. у |
| 15        | RST       | енгл. Reset- постави излаз 1. на високо и исписује 2 до 10 ниско, када се узима висока                                                                   |
| 16        | +9 V, VCC | веза за +VCC шину (напон између +3 V и +15 V) |

#### Пример: Електронски рулет
Шема са десне стране показује како да креирате игру Рулет помоћу 4017 декадног бројача и разних других електронских делова. Променљиви отпорник подешава брзину центрифуге.

### 4026 бројач и приказ декодера
4026 IC је 16-пински ЦМОС седмо-сегментни Бројач из серије 4000. Он броји тактове и даје излаз у облику који се може приказати на ССД-у. Тиме се избегава коришћење бинарне кодиране децимале у ССД декодер, али то може да се користи да се прикажу (децималне) цифре 0-9.
Излазни пин
| Број пина | Име | Сврха |
| --------- | --- | --- |
| 1         | CLK | енгл. |
| 2         | CI  | енгл. Clock inhibit - када је ниска, тактови повећавају ССД |
| 3         | DE  | енгл. Display enable - Овај чип излази на седмом-сегменту када је висок (тј. када је низак, седми-сегмент је искључен) - корисно је продужило трајање батерије, на пример. |
| 4         | DEO | енгл. Display enable out - за ланчање 4026s |
| 5         | CO  | енгл. Carry out output - Висока је када се мења од 9 до 0. Она пружа излаз на 1/10 од фреквенције такта, да доведе клок другог 4026 да омогући више-цифарено бројање.        |
| 6         | F   | Излаз за седмо-сегментни F улаз |
| 7         | G   | Излаз за седмо-сегментни G улаз |
| 8         | VDD | веза за 0 V шину |
| 9         | D   | Излаз за седмо-сегментни D улаз |
| 10        | A   | Излаз за седмо-сегментни A улаз |
| 11        | E   | Излаз за седмо-сегментни E улаз |
| 12        | B   | Излаз за седмо-сегментни B улаз |
| 13        | C   | Излаз за седмо-сегментни C улаз |
| 14        | UCS | енгл. Ungated C-segment - Излаз за седмо-сегментни C улаз која не утиче на DE улаз. Овај излаз је висок осим ако је број 2, када креће да опада.                              |
| 15        | RST | енгл. Reset - р есетује све излазе на ниско када постану високи.                                                                                                  |
| 16        | VSS | веза за +9 V шину |

### 4511 БЦД у седмо-сегментни декодер
4511 IC је 16-пински CMOS BCD у седмо-сегметни декодер из серије 4000. Оно узима Бинарно кодирани децимални број из бинарног бројача и декодира га у заједничку катоду седмо-сегментног екрана.
Излазни пин
| Број пина | Име       | Сврха                                                                                                 |
| --------- | --------- | --- |
| 1         | 2с        | Улаз за 2с бит из бинарног бројача                                                                    |
| 2         | 4с        | Улаз за 4с бит из бинарног бројача                                                                    |
| 3         | LT        | Lamp test - када је ниска, чип узима све сегменте на дисплеју (да тестира конекцију, итд.)            |
| 4         | BI        | Blanking input - када је ниска, чип нема излаз за дисплеј - да сачува животни век батерије, на пример |
| 5         | LE        | Latch enable - резе на тренутном излазу када је висока (тј. улази мењају излазе када је LE ниска)     |
| 6         | 8с        | Улаз за 8с бит из бинарног бројача                                                                    |
| 7         | 1с        | Улаз за 1с бит из бинарног бројача                                                                    |
| 8         | 0 V, VDD  | веза за 0 V шину                                                                                      |
| 9         | E         | Излаз за седмо-сегментни E улаз                                                                       |
| 10        | D         | Излаз за седмо-сегментни D улаз                                                                       |
| 11        | C         | Излаз за седмо-сегментни C улаз                                                                       |
| 12        | B         | Излаз за седмо-сегментни B улаз                                                                       |
| 13        | A         | Излаз за седмо-сегментни A улаз                                                                       |
| 14        | G         | Излаз за седмо-сегментни G улаз                                                                       |
| 15        | F         | Излаз за седмо-сегментни F улаз                                                                       |
| 16        | +9 V, VCC | Веза за +9 V шину                                                                                     |